# Crocydopora cinigerella
Crocydopora cinigerella är en fjärilsart som beskrevs av Walker 1866. Crocydopora cinigerella ingår i släktet Crocydopora och familjen mott. Inga underarter finns listade i Catalogue of Life.